# Global Witness
Global Witness là một tổ chức phi chính phủ (NGO) và phi lợi nhuận quốc tế, thành lập năm 1993 với mục tiêu chống lại tình trạng bóc lột tài nguyên thiên nhiên và tham nhũng liên hệ tới vấn đề này, cũng như các vi phạm về nhân quyền trên toàn thế giới. Global Witness hiện thời có các trụ sở văn phòng ở London (Anh) và Washington, D.C. (Hoa Kỳ).
Global Witness tuyên bố họ không liên quan đến bất kỳ một khuynh hướng chính trị nào.

## Thu nhập
Quỹ của Global Witness chủ yếu là do đóng góp từ các cá nhân, quỹ từ thiện và các chính phủ. Một trong những nhà tài trợ chính là Viện Xã hội mở (Open Society Institute), mà cũng là quỹ đóng góp chính cho tổ chức nhân quyền Human Rights Watch. Global Witness cũng nhận được sự hỗ trợ của các chính phủ là Na Uy và Anh, cũng như quỹ Adessium Foundation, và tổ chức Oxfam Novib.
Trong một cuộc phỏng vấn trên báo The Guardian (Anh) năm 2007, một trong những giám đốc kiêm sáng lập viên, Patrick Alley, đã phủ nhận những cáo buộc trước đó, cho rằng khi nhận tiền từ các chính phủ họ không thể hoạt động độc lập được: "Là một tổ chức hoạt động vì mục tiêu, chứ không vì ngân sách, sự độc lập của chúng tôi là không thể nghi ngờ. Bộ Thương mại và Công nghiệp Anh từng yêu cầu chúng tôi ký một số thỏa thuận, nhưng chúng tôi tuyên bố sẽ không nhận đóng góp ngân sách nếu có các điều kiện đó. Những chính phủ khác chưa bao giờ áp đặt điều tương tự".
Từ tháng 12-2008 đến tháng 11-2009, GW huy động được 3.831.831 bảng Anh (121,46 tỷ đồng). Trong đó, khoảng 61% từ các quỹ tư nhân và các tổ chức, 33% từ các chính phủ, 3% từ các tổ chức đa chính phủ hoặc phi chính phủ, 3% từ lãi suất ngân hàng và các nguồn khác. Global Witness cho biết họ dùng 75% ngân sách để chi cho các chiến dịch, 7% cho truyền thông và gây quỹ, 18% cho hỗ trợ và quản trị.